# Armand-Louis Couperin
Armand-Louis Couperin (Parijs, 25 februari 1727 – aldaar, 2 februari 1789) was een Franse componist en lid van de Couperin-dynastie van componisten en musici. Over zijn muzikale opleiding is niets bekend. Na de dood van zijn moeder, die in 1748 overleed, erfde hij de betrekking als organist van de Saint-Gervais en het appartement dat bij deze functie behoorde. 
In 1752 huwde Couperin Elisabeth-Antoinette Blanchet, musicus en dochter van de beste klavecimbelbouwer van zijn tijd, François-Étienne Blanchet.
Van hun vier kinderen bereikten er drie de volwassenheid en alle drie werden musicus: Pierre-Louis, Gervais-François en Antoinette-Victoire. Zij vormden gezamenlijk een klein familiebedrijf dat met zijn leerlingen de vele posten bezette waar Armand-Louis, buiten zijn taken voor de Saint-Gervais, inmiddels verantwoordelijk voor was (Saint-Barthémely in 1772, de Saint-Jean-en-Grève, het klooster van de Carmes-Billettes en een kwartaal per jaar in de Notre-Dame vanaf 1775, de Sainte-Chapelle vanaf 1760).
Met zijn echtgenote, die lerares was en organiste bij de abdij van Montmartre, gaf hij klavecimbellessen.
Hij wijdde zich zijn leven lang aan de taken als organist en aan het lesgeven; op de programma's van de Concert spirituels komt zijn naam niet voor, evenmin componeerde hij voor het theater of maakte hij reizen.
Charles Burney noemt hem voor zijn improvisaties op het Te Deum en noemt hem een van de beroemdste organisten van zijn tijd.
Armand-Louis Couperin kwam bij een verkeersongeluk om het leven. Hij liet een voor die tijd imposante bibliotheek van 885 delen na.
Armand-Louis Couperin schreef, naast airs en motetten onder andere:
- Élévation ou Motet du Saint-Sacrement (1787)
- L'Amour médecin, cantatille (1750)
- Pièces de clavecin (1752)
- Sonates en pièces de clavecin avec accompagnement de violon (1765)
- Trois Quators pour 2 clavecins (ca. 1772)
- Simphonie de Clavecins (ca. 1773)
- Dialogue entre le chalumeau et le basson avec accompagnement de flûtes au clavier d'en haut voor orgel

## Geselecteerde discografie
- Pièces de Clavecin door Harald Hoeren, klavecimbel (CPO  999 312-2)
- Symphonie & Quator pour deux clavecins door William Christie en David Fuller (Harmonia Mundi, HMA 1901051)
- Allemande – Courante La de Croissy – L'Affligée – La Françoise – Les tendres sentiments door Gustav Leonhardt (op 'Gustav Leonhardt Edition',  Deutsche Harmonia Mundi DHM 74321 32328 2)
- L'intrépide – Rondeau – L'arlequine ou la Adam door Gustav Leonhardt (op Philips 420 939-2)
- Pièces de clavecin (compleet) - Christophe Rousset (klavecimbel: Goujon-Swanen, Musée de la Musique, Parijs) (2CDs, Aparté AP236)

- Bibsys: 11000289
- Biblioteca Nacional de España: XX1777926
- Bibliothèque nationale de France: cb13892792q (data)
- Gemeinsame Normdatei: 134672097
- International Standard Name Identifier: 0000 0000 8146 5301
- Library of Congress Control Number: n87804424
- MusicBrainz: 6d182565-69cb-4e5e-bc22-798c52b1c570
- Nationale Bibliotheek van Tsjechië: xx0034475
- Nationale Bibliotheek van Israël: 987007285242005171
- Nederlandse Thesaurus van Auteursnamen: 095927166
- Istituto Centrale per il Catalogo Unico: CFIV078382
- SNAC: w6vq534r
- Système universitaire de documentation: 092682588
- Trove: 1055330
- Virtual International Authority File: 66651363
- WorldCat: E39PBJvRW68Q9yKKfQqXGpJYyd